# Циолковски (град)
Циолковски (на руски: Циолковский; до 2015 г. Углегорск) е затворен град в Амурска област, Русия. Разположен е между градовете Свободни и Шимановск, като разстоянието и до двата е около 40 km. Административен център е на Циолковски район. Близо до града е разположен Източен космодрум. Към 2016 г. населението на града е 6328 души.

## История
Селището е основано през 1961 г. под името Углегорск (на руски букв. – „въглищна планина“). Въглища, обаче, тук никога не са били добивани. Идеята е била името на селището да заблуди потенциалния противник, че тук се добиват въглища и така да се замаскират шахтите на ракетната дивизия, разположена тук. През 1965 г. получава статут на ЗАТО. В периода 1969 – 1994 г. селището е преименувано на Свободни-18. В периода 1994 – 2015 г. се казва пак Углегорск. През 2013 г. Владимир Путин предлага името на селището да бъде сменено на Циолковски. На следващата година анкета, проведена сред населението на Углегорск, разкрива, че болшинството (85%) одобряват идеята за преименуването на града им. Градът е преименуван на Циолковски през декември 2015 г., а статут на град получава малко по-рано – през септември 2015 г.

## Икономика
Основната част от населението тук са заети с развиването на космическите мощности на космодрума Свободни. Близо до града се строи грандиозният Източен космодрум, който има за цел да направи Русия независима от космодрума в Казахстан – Байконур.